# Казырсуг
Казырсуг (устар. Казыр-Суг, Казыр-Сук) — река в Красноярском крае России, правый приток Енисея.
Берёт начало на южном склоне Ойского хребта. Течёт в западном направлении. Впадает в Саяно-Шушенское водохранилище в 3166 км от устья Енисея, образуя залив Казырсуг.
Длина реки — 86 км, площадь водосборного бассейна — 1450 км². Основной приток — Тебельсуг.
По данным государственного водного реестра России, относится к Енисейскому бассейновому округу.